# Luciano Soave
Luciano Soave (Bonavicina, San Pietro di Morubio, Vèneto, 21 d'agost de 1942) va ser un ciclista italià, que fou professional entre 1966 i 1970. El seu èxit esportiu més important fou la victòria d'una etapa de la Volta a Mallorca.

## Palmarès
- 1963
  - 1r a la Coppa Varignana
- 1966
  - 1r al Trofeu Piva
- 1969
  - Vencedor d'una etapa de la Volta a Mallorca

### Resultats a la Volta a Espanya
- 1968. 39è de la classificació general

### Resultats al Giro d'Itàlia
- 1970. 61è de la classificació general